# 陶向明
陶向明，男，1973年6月生，山东平度人，中國共產黨員，中共政治人物丶軍事人物丶中華人民共和國解放軍少將軍階。歷仼陆军第81集团军政治工作部主任，解放軍某防空旅政委丶安徽陆军预备役步兵师政委。